# Carl-Gisbert Schultze-Schlutius
Carl-Gisbert Schultze-Schlutius (* 20. August 1903 in Düsseldorf; † 8. März 1969 in Hamburg) war ein deutscher Finanzjurist und  Politiker in Hamburg (CDU).

## Leben
Nach dem Abitur studierte er ab 1921 an der Universität Hamburg, der Ruprecht-Karls-Universität Heidelberg und der Universität zu Köln Rechtswissenschaft. Seit 1922 war er Mitglied des Corps Guestphalia Heidelberg. 1925 wurde er in Köln zum Dr. iur. promoviert. 1928 war er Gerichtsassessor in Berlin. In den Dienst der Bezirksfinanzverwaltung in Düsseldorf getreten, wurde ihm dort im Mai 1934 die Leitung der Überwachungsabteilung der Devisenstelle übertragen. Am 1. Oktober 1934 zur Devisen-Abteilung des  Reichswirtschaftsministeriums  abgeordnet, blieb er auf seinem Spezialgebiet tätig und leitete seit dem Frühjahr 1938 das Grundsatzreferat für Devisenfragen des Warenverkehrs. Im Dezember 1942 wurde er als Ministerialdirigent Leiter der Länderabteilung. Im April 1945 wurde er zum Arbeitsstab Nord des Reichswirtschaftsministeriums in Hamburg versetzt. In der Nachkriegszeit war er vom 1. September 1946 bis zum 31. Mai 1948 Leiter der Wirtschaftsabteilung des Zentralhaushaltsamtes für die Britische Besatzungszone. Am 1. Juni 1948 wurde er Hauptgeschäftsführer der Handelskammer Hamburg. Am 2. Dezember 1953 in den Hamburger Senat gewählt, übernahm er zunächst das Wirtschafts-, später das Finanzressort. Als die Amtszeit des Hamburg-Block-Senats 1957 endete, wurde Schultze-Schlutius zum 1. März 1958 in den Vorstand der Vereinsbank Hamburg berufen, dem er bis zum 31. Dezember 1968 angehörte. Von 1957 bis 1966 war er für die CDU Hamburg Mitglied der Hamburger Bürgerschaft, seit 1961 ihr Erster Vizepräsident.  Von Mai 1960 bis März 1969 war er Vorsitzender des Steuer-Ausschusses. Schultze-Schlutius war der einzige, der der Hamburger Handelskammer haupt- und ehrenamtlich diente.
Carl-Gisbert Schultze-Schlutius wurde auf dem Hamburger Friedhof Ohlsdorf beigesetzt. Die nahezu zugewachsene Grabstätte befindet sich im Planquadrat Q 6 oberhalb des Althamburgischen Gedächtnisfriedhofs.

## Ehrenämter
- Plenarmitglied der Handelskammer Hamburg (1960)
- Vorsitzender des Ehrengerichts der Hamburger Börse (1960)